# Băcești (gmina)
Băcești – gmina w Rumunii, w okręgu Vaslui. Obejmuje miejscowości Armășeni, Băbușa, Băcești, Păltiniș, Țibăneștii Buhlii i Vovriești. W 2011 roku liczyła 4107 mieszkańców.